# Lambareiði

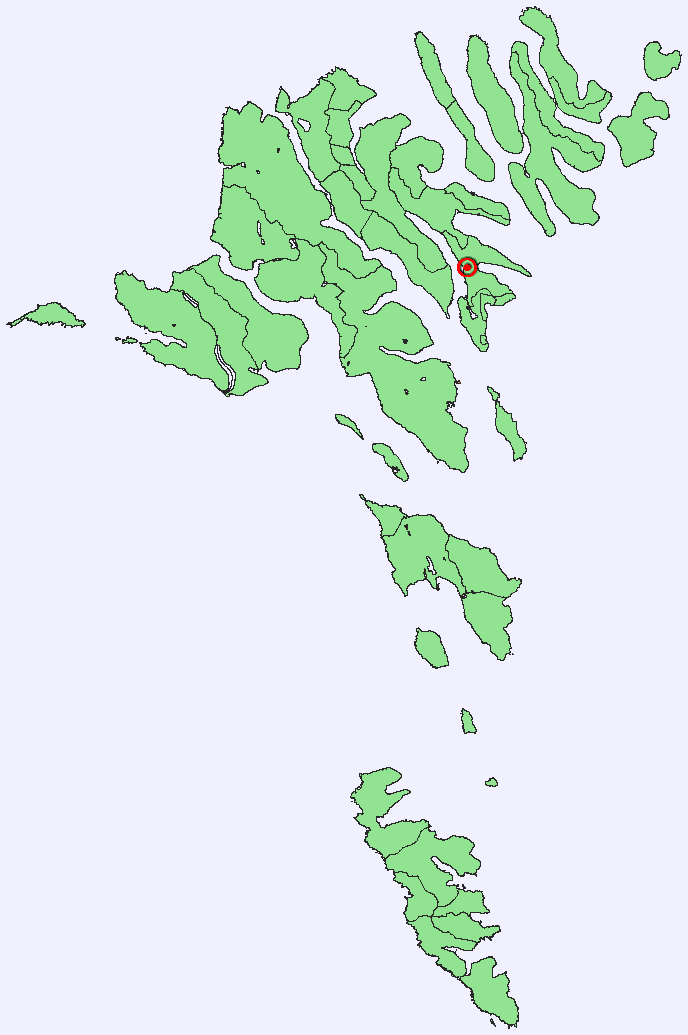
Lage von Lambareiði

Lambareiði [ˈlambaɹˌaijɪ] (dänischer Name Lambaejde) ist ein Ort der Färöer auf der Insel Eysturoy.
- Einwohner: 5 (1. Januar 2013)
- Postleitzahl: FO-626
- Kommune: Runavíkar kommuna

Lambareiði liegt auf einem Isthmus (-eiði heißt auf Färöisch Landenge) am Ostufer des Fjords Skálafjørður und neben dem Nachbarort Lamba. Es gehört zum Ballungszentrum von Runavík.